# Maarten van Grimbergen
Maarten van Grimbergen (Eindhoven, 4 oktober 1959) is een Nederlands voormalig hockeyspeler.
Van Grimbergen speelde voor EMHC en HC Klein Zwitserland en werd achtmaal keer Nederlands kampioen. Als aanvaller speelde hij ook 145 keer in het Nederlands team waaronder op de Olympische Zomerspelen 1984 (Los Angeles) en op de Olympische Zomerspelen 1992 (Barcelona). Hij maakte in totaal 36 doelpunten voor Nederland.
Momenteel is hij werkzaam in een sportwinkel in Den Haag.
Hij is een zoon van hockeycoach Ab van Grimbergen en een broer van hockeyster Miranda van Grimbergen.

## Erelijst met Nederlands team
- Champions Trophy 1981
- 4e Wereldkampioenschap 1982
- Champions Trophy 1982
- Europees Kampioenschap 1983
- 5e Champions Trophy 1983
- 6e Olympische Spelen 1984
- 4e Champions Trophy 1984
- 5e Champions Trophy 1985
- 6e Champions Trophy 1986
- 7e Wereldkampioenschap 1986
- 4e Olympische Spelen 1992

Peter van Asbeck · 
Ewout van Asbeck · 
Lex Bos · 
Roderik Bouwman · 
Cees Jan Diepeveen · 
Theodoor Doyer · 
Maarten van Grimbergen · 
Arno den Hartog · 
Tom van 't Hek · 
Pierre Hermans · 
René Klaassen · 
Hans Kruize · 
Jan Hidde Kruize · 
Ties Kruize · 
Eric Pierik · 
Ron Steens ·
Coach: Wim van Heumen
Floris Jan Bovelander · 
Jacques Brinkman · 
Marc Delissen · 
Cees Jan Diepeveen · 
Pieter van Ede · 
Maarten van Grimbergen · 
Taco van den Honert · 
Leo Klein Gebbink · 
Hendrik Jan Kooijman · 
Harrie Kwinten · 
Frank Leistra · 
Bart Looije · 
Wouter van Pelt · 
Bastiaan Poortenaar · 
Stephan Veen · 
Gijs Weterings ·
Coach: Hans Jorritsma